# Fort Gisors
Le fort Gisors, ou lunette de la Cheneau, était une lunette construite à Metz au XIXe siècle.

## Contexte historique
La France ayant repris ses frontières de 1789 après la chute de l’Empire, Metz retrouve son rôle de place forte. Dès les premières années de la Restauration, les fortifications voulues par le maréchal Belle-Isle sont renforcées et développées. Des ponts-levis à contrepoids variables remplacent les ponts dormants sur les rivières, les portes et les remparts de la place sont entièrement reconstruits.

## Construction et aménagements
Dans cet élan bâtisseur, l’ouvrage fortifié de la Cheneau est construit de 1822 à 1831, entre la Seille et le fort Bellecroix, afin d’en interdire le passage. Ayant coûté la somme considérable de 347 000 francs, la « lunette de la Cheneau » et ses nombreuses contre-mines est considérée comme un bel ouvrage par ses contemporains. Les Messins n’hésitent pas à le baptiser « fort Gisors » en hommage à Louis-Marie Fouquet de Belle-Isle, fils du maréchal Belle-Isle, surnommé le « Marcellus messin », qui tomba au champ d’honneur à l’âge de 25 ans.

## Affectations successives
L’ouvrage fortifié sert à l’armée française jusqu’en 1871. Après le siège de Metz et l’Annexion, il est réutilisé par l’armée allemande, mais tombe bientôt en désuétude, du fait de la construction d’une nouvelle ceinture fortifiée. Désaffecté, il est rasé en 1910 pour laisser place à un Lazarett, le futur Hôpital militaire Legouest. 